# Вотертаун (Флорида)
Вотертаун (англ. Watertown) — переписна місцевість (CDP) в США, в окрузі Колумбія штату Флорида. Населення — 3018 осіб (2020).

## Географія
Вотертаун розташований за координатами 30°11′8″ пн. ш. 82°36′10″ зх. д. / 30.18556° пн. ш. 82.60278° зх. д. (30.185475, -82.602663).  За даними Бюро перепису населення США в 2010 році переписна місцевість мала площу 6,33 км², з яких 6,20 км² — суходіл та 0,12 км² — водойми.

## Демографія
Згідно з переписом 2010 року, у переписній місцевості мешкало 2829 осіб у 1190 домогосподарствах у складі 725 родин. Густота населення становила 447 осіб/км².  Було 1421 помешкання (225/км²).
Расовий склад населення:
| - 65,2 % — білих - 31,4 % — чорних або афроамериканців - 0,3 % — корінних американців - 0,2 % — азіатів |

До двох чи більше рас належало 1,9 %. Частка іспаномовних становила 3,0 % від усіх жителів.
За віковим діапазоном населення розподілялося таким чином: 22,1 % — особи молодші 18 років, 56,5 % — особи у віці 18—64 років, 21,4 % — особи у віці 65 років та старші. Медіана віку мешканця становила 42,7 року. На 100 осіб жіночої статі у переписній місцевості припадало 83,8 чоловіків;  на 100 жінок у віці від 18 років та старших — 80,5 чоловіків також старших 18 років.
Середній дохід на одне домашнє господарство  становив 41 673 долари США (медіана — 34 349), а середній дохід на одну сім'ю — 46 736 доларів (медіана — 40 213). За межею бідності перебувало 19,3 % осіб, у тому числі 23,4 % дітей у віці до 18 років та 11,6 % осіб у віці 65 років та старших.
Цивільне працевлаштоване населення становило 1082 особи. Основні галузі зайнятості: освіта, охорона здоров'я та соціальна допомога — 28,0 %, науковці, спеціалісти, менеджери — 18,7 %, будівництво — 10,3 %, виробництво — 8,3 %.